# تيد فيرغسون
تيد فيرغسون (بالإنجليزية: Ted Ferguson)‏ (2 أغسطس 1895 في المملكة المتحدة - 8 فبراير 1978) هو لاعب كرة قدم بريطاني (وحمل سابقاً جنسية المملكة المتحدة لبريطانيا العظمى وأيرلندا) في مركز الدفاع. لعب مع تشيلسي ونادي أشينغتون ‏ ونادي نيلسون وAnnfield Plain F.C. ‏.